# Gewaltdreieck
Das Gewaltdreieck ist ein soziologisches Modell nach Johan Galtung. Es beschreibt die Wechselwirkungen zwischen struktureller, personaler und kultureller Gewalt.

## Personale Gewalt
Unter dem Begriff Personale Gewalt (auch direkte Gewalt) versteht Galtung die Gewalt, die ein Akteur unmittelbar gegen einen Anderen anwendet. Beispiele sind Drohungen, Sexuelle Belästigung, Folter und Körperverletzung.

## Strukturelle Gewalt
Strukturelle Gewalt (auch indirekte Gewalt) bezeichnet die Gewalt, die in der Sozialstruktur verankert ist („die Gewalt ist in das System eingebaut“). Das bedeutet sowohl die Gewalt zwischen Menschen als auch zwischen Menschengruppen (Gesellschaften) und zwischen Gesellschaften (Bündnissen, Regionen). Die personale und die strukturelle Gewalt äußern sich beide in konkreten Handlungen. Dass Menschen morden und verletzen ist genauso auf personale und strukturelle Gewalt zurückzuführen, wie dass bestimmte soziale Gruppen unterdrückt werden und dass beispielsweise Lebenschancen ungleich verteilt sind. Weitere Beispiele sind inhumane Lebensbedingungen, unzureichende Kontrollinstanzen und mangelhafte soziale Absicherung.

## Kulturelle Gewalt
In Abgrenzung zu den beiden anderen Formen existiert Kulturelle Gewalt nur ideell. Sie dient der Legitimation der konkreten Gewalt und ist in „Religion und Ideologie, in Sprache und Kunst, Wissenschaft und Recht, Medien und Erziehung“ verankert. Beispiele sind die generelle Akzeptanz von Gewalt, gesellschaftliche Rollenbilder (Pflicht zur gewaltsamen Erziehung der Kinder etc.) oder Scham im gesellschaftlichen Umfeld. Auch Ideologien, wie die Vorstellung der Herrenrasse und der Chauvinismus im Allgemeinen lassen sich hier einordnen.